# Alessandro Bonci
Alessandro Bonci (Cesena, Romagna, 10 de febrero de 1870 – Viserba, Rimini, 10 de agosto de 1940) fue un tenor lírico italiano conocido internacionalmente por su asociación con el repertorio del bel canto. Cantó en muchos teatros famosos, incluyendo el Metropolitan de Nueva York, Scala de Milán o Royal Opera House.

## Carrera
Bonci comenzó como aprendiz de zapatero. Consiguió una beca para estudiar en el Conservatorio Rossini de Pesaro, estudiando durante cinco años con Carlo Pedrotti (el profesor del tenor Francesco Tamagno) y después con Felice Coen. También tomó lecciones de canto privado en París con el barítono retirado Enrico Delle Sedie. 

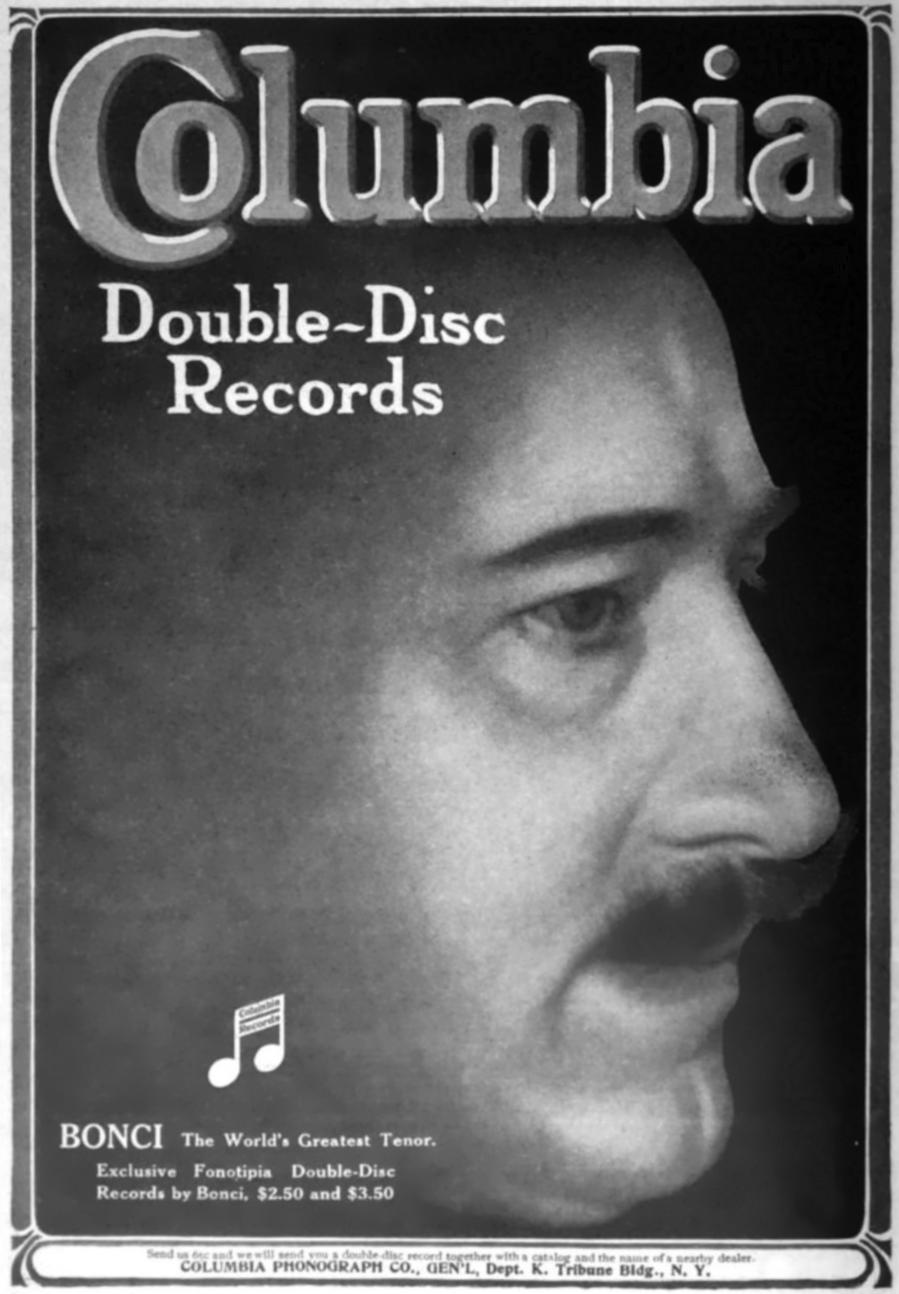
Bonci en un anuncio de la compañía Columbia en 1910.

Alessandro Bonci hizo su debut en Parma en 1896, cantando el papel de Fenton en Falstaff, en el Teatro Regio. Antes de terminar su primera temporada en Parma, ya había sido contratado para cantar en La Scala, Milán, donde debutó en I Puritani. Siguieron otras apariciones en Europa, incluyendo el Teatro Real de Madrid y el Covent Garden.
En diciembre de 1906, Bonci hizo su debut americano con la Manhattan Opera Company, en Nueva York; otra vez con I Puritani. Permaneció dos temporadas con la compañía, convirtiéndose en competidor de Enrico Caruso, que era la estrella de la compañía rival, la Metropolitan Opera. Bonci se unió a la compañía de la Met en 1908 y, en 1914, a la Ópera de Chicago. También realizó un tour por toda América en 1910-11, dando recitales de canciones.
Bonci sirvió en el ejército italiano durante la Primera Guerra Mundial, regresando a América durante tres temporadas, después del fin del conflicto. Apareció otra vez en la Met, y cantó en Chicago durante la temporada 1920-21. En 1922 y 1923 fue tenor principal del Teatro Costanzi en Roma y dirigió clases magistrales en los Estados Unidos el año siguiente. Después de 1925, Bonci se retiró parcialmente, dedicándose principalmente a la enseñanza en Milán. Todavía cantó ocasionalmente en público hasta 1935. Murió en Viserba, Rimini, en 1940, a los 70 años.

## Grabaciones discográficas
Bonci dejó registrado su arte en disco con las compañías Fonotipia, Edison y Columbia. Realizó sus primeras grabaciones en 1905 y la última en 1926. En ellas se le puede escuchar en arias belcantistas de Bellini, Rossini, Donizetti y Gluck, pero adquirió su fama en Europa y los Estados Unidos con su Rodolfo en La boheme, su Riccardo en Un ballo en maschera y su Duque de Mantua en Rigoletto.